# 印度斯坦航空有限公司
印度斯坦航空有限公司是印度一家國有的航空、航天和國防公司，總部設於印度的班加羅爾，由印度國防部管轄。

## 歷史
要追溯印度斯坦航空成立歷史，就要從1940年至1964年中開始談及。1940年12月23日，印度斯坦飛機公司正式註冊成為私有的有限公司，並由Walchand Hirachand先生所擁有。之後，在1941年4月，印度政府通過向印度斯坦飛機公司投資25萬盧比收購該公司三分之一的股份，其因出於戰略上的需要。在1942年4月，邁索爾王國將其控制權交給了印度政府，印度政府於是接管了印度斯坦飛機公司，成為國有化的公司。在1964年10月1日，印度斯坦飛機有限公司和印度航空學有限公司、坎普爾飛機工廠正式合併成為印度斯坦航空有限公司。
在第二次世界大戰期間，印度獲得美國方面許可，建造了第一架該公司出產的飛機哈洛PC-5A。PC-5飛機是美國哈洛飛機公司設計的一款教練機，並於1941年8月授權印度斯坦飛機公司組裝與使用。
1961年6月17日，印度首度自主研發的HF-24風神戰鬥轟炸機試飛。往後下來，印度斯坦航空公司成為印度軍隊現代化的關鍵，而印度首個戰機現代化計劃光輝戰鬥機於20世紀80年代開展，雖然研發過程歷經艱辛，但此舉卻為印度帶來不可或缺的意義。
在21世紀後，印度斯坦航空所開發的項目大多數均是與蘇霍伊航空集團的合作項目。在2000年10月，俄印兩國簽署諒解備忘錄，確定印度將按照許可照生產140架蘇-30MKI戰鬥機，此舉無疑為印度帶來了很重要的意義。2011年11月，印度生產了首架完全按照俄方技術人員的指示和採用本國材料製造的蘇-30MKI戰鬥機完成首飛。這標誌著印度在軍事現代化又遘向了一大步。
同時，印度國防部長亦在2007年訪問俄國期間，與俄國簽署了合作研製新一代戰鬥機（FGFA）項目，由印度投資項目，目標是按照T-50戰鬥機（PAK-FA項目）的設計，研製雙座的多用途隱形戰鬥機。

## 產品

### 戰鬥機
- 光輝戰鬥機（量產中）
- Su-30MKI戰鬥機（許可生產）
- 光輝 Mk2（英语：Tejas Mk2）（開發中）
- TEDBF（英语：HAL TEDBF）（開發中）
- FGFA（與蘇霍伊航空集團合作，已擱置[4])
- AMCA（印度自主研發的中型隱形戰鬥機，開發中）

### 戰鬥轟炸機
- HF-24風神戰鬥轟炸機（英语：HAL HF-24 Marut）

### 攻擊機
- 米格-27（許可生產）
- 美洲豹攻擊機（許可生產）

### 教練機
- HAL HLFT-42（英语：HAL HLFT-42）（開發中）
- 鷹式教練機[5]（許可生產）
- HT-2教練機
- HPT-32迪帕克教練機
- 基蘭教練機（英语：HAL Kiran）
- HTT-34教練機（迪帕克教練機渦輪螺旋槳發動機版本）
- 星教練機（英语：HAL HJT-36 Sitara）
- HTT-40
- HJT-39教練機（英语：HAL HJT 39）

### 直升機
- 印度豹直升機（英语：HAL Cheetah）（許可生產）
- 法國航太雲雀III型直升機（許可生產）
- 北極星直升機
- 樓陀羅攻擊直升機
- HAL輕型戰鬥直升機
- HAL輕型通用直升機
- 印度中型運輸直升機（英语：HAL Medium Lift Helicopter）（開發中）

### 農用飛機
- 巴桑特通用飛機（英语：HAL Basant）

### 民航飛機
- HS748（英语：HS748）（許可生產）
- 多尼爾228（許可生產）
- NAL薩拉斯（英语：NAL Saras）
- HAL/NAL支線運輸機（英语：HAL/NAL Regional Transport Aircraft）（開發中）

### 發動機

#### 航空發動機
- GTX-35VS發動機（英语：GTRE GTX-35VS Kaveri）
- HTFE-25發動機（英语：HAL HTFE-25）
- HTSE-1200發動機（英语：HAL HTSE-1200）
- 沙克蒂發動機（英语：Safran Ardiden）

#### 火箭發動機
- CE-7.5發動機（英语：CE-7.5）
- CE20發動機（英语：CE-20）

## 圖庫

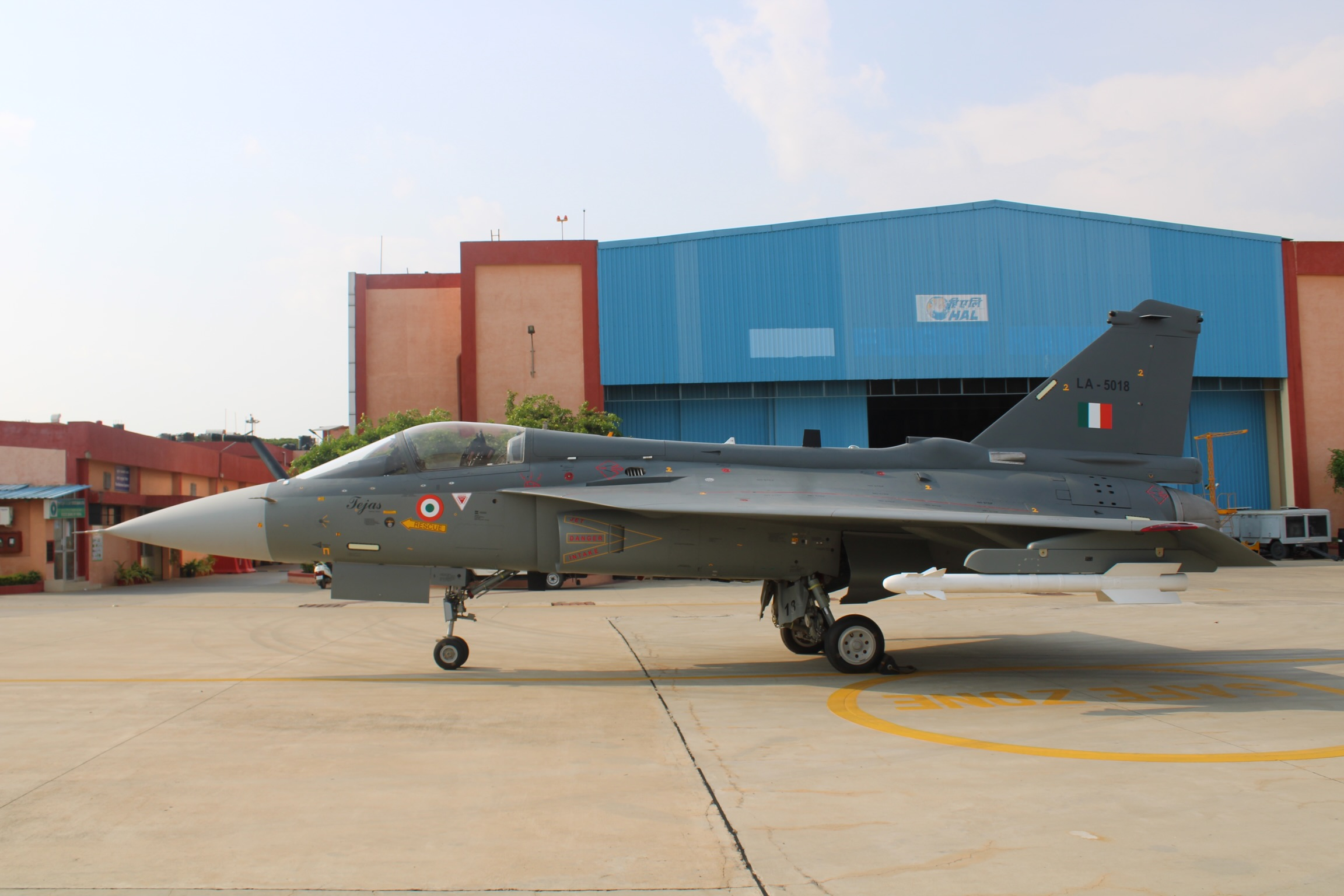
光輝戰鬥機
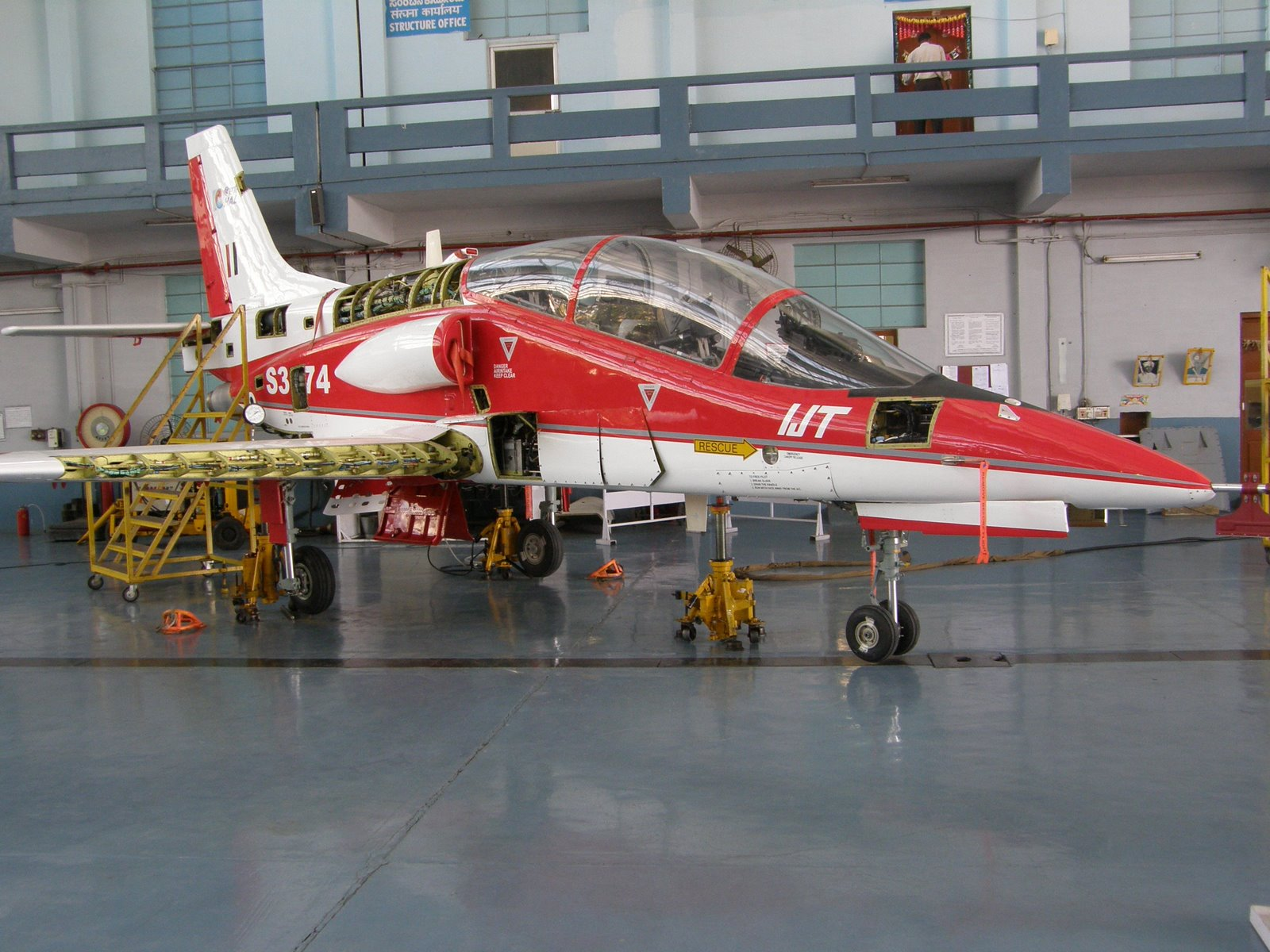
HJT-36
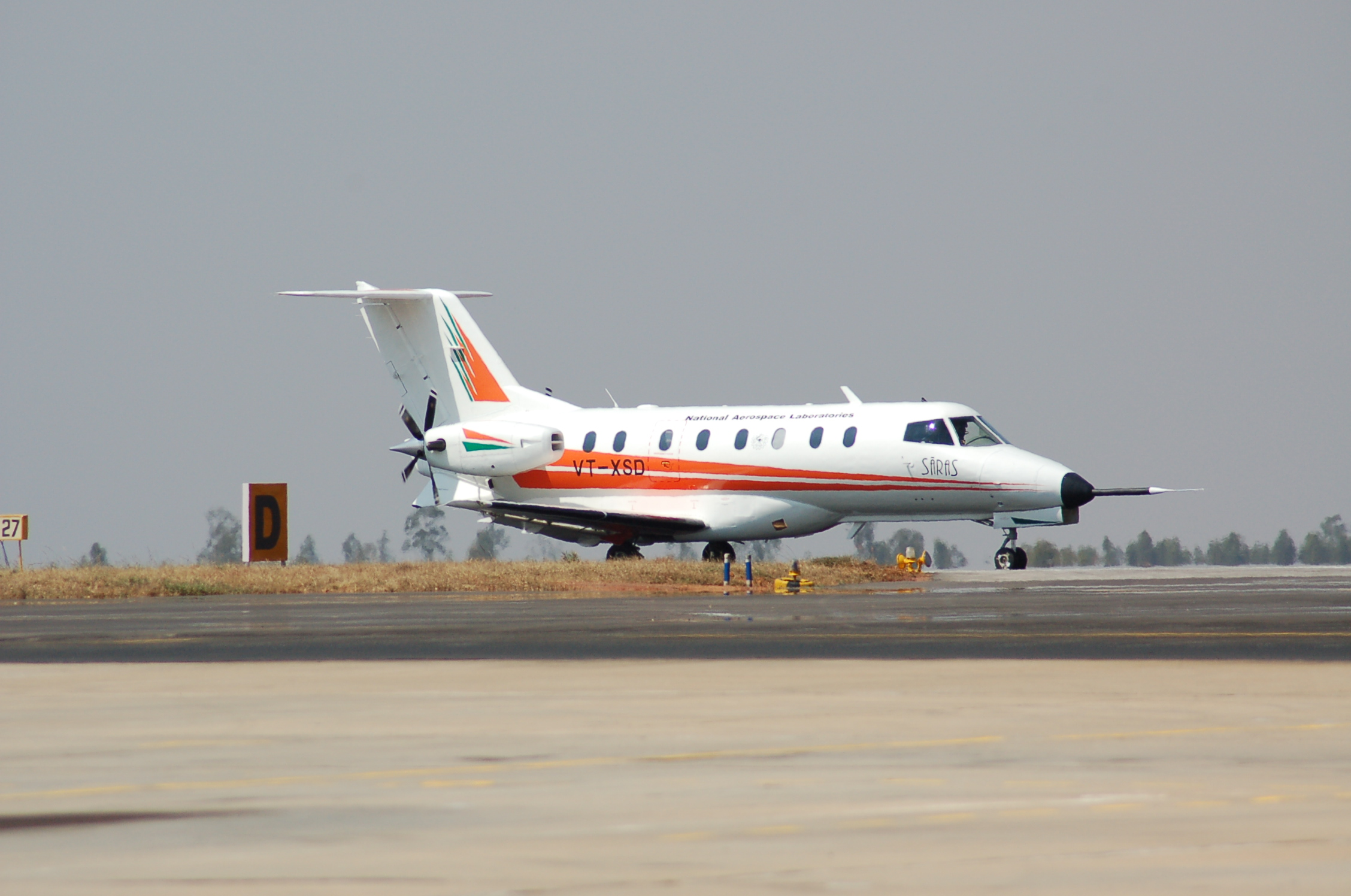
HAL Saras
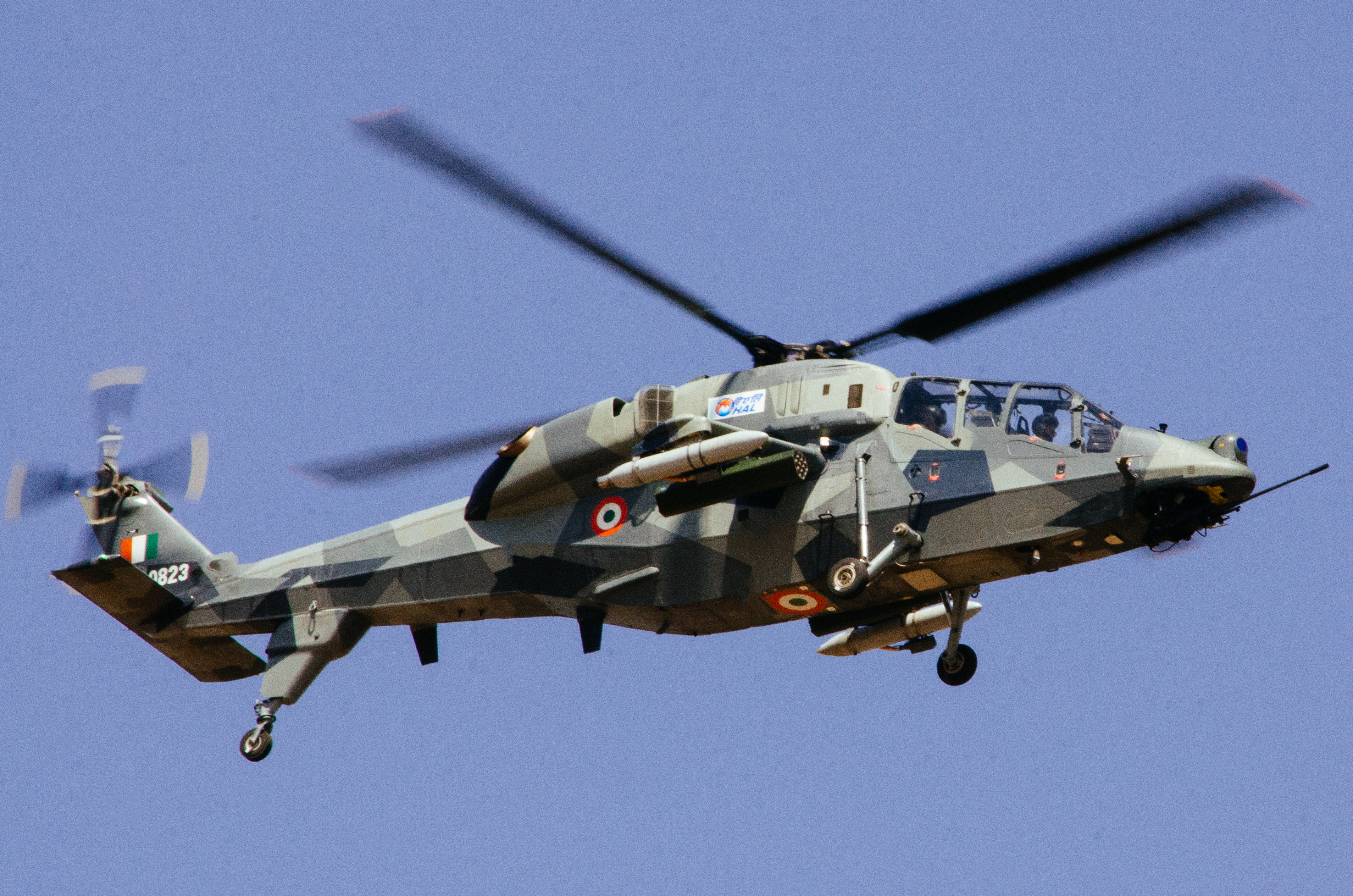
HAL輕型戰鬥直升機
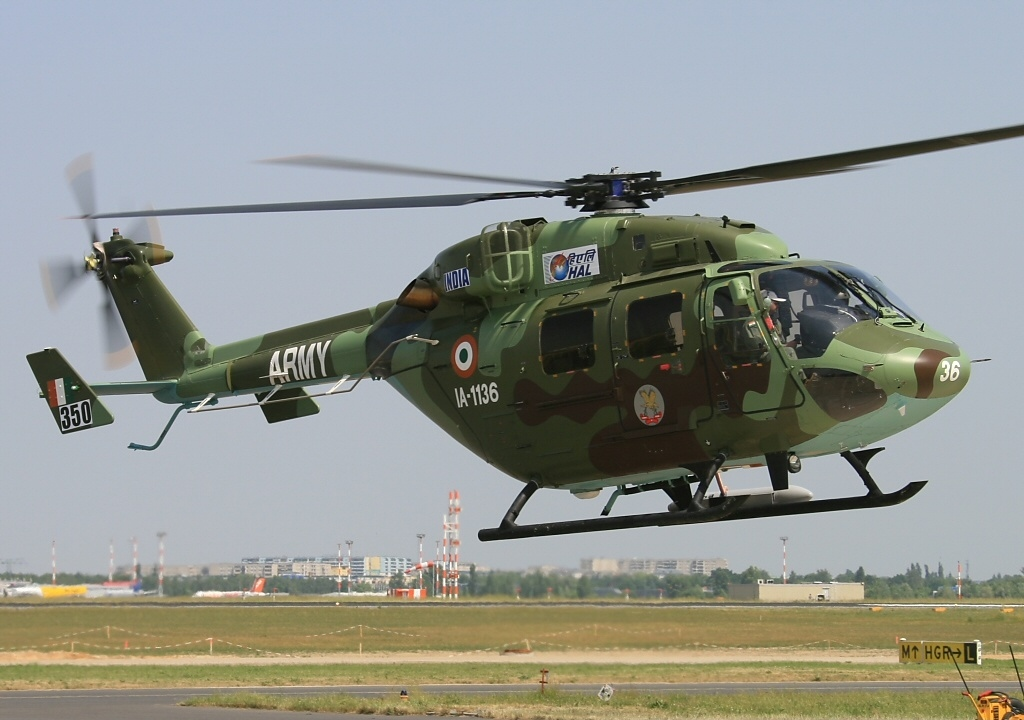
北極星直升機

## 外部連結
- 官方網站（页面存档备份，存于）